# Kapers op de kust
Kapers op de kust is het 18de album in de stripreeks van W817. Het scenario is geschreven door Hec Leemans en het album is getekend door Luc Van Asten en Wim Swerts. De strip werd in 2008 uitgegeven door Standaard Uitgeverij.

## Het verhaal
Akke en Carlo trekken naar de Belgische kust op zoek naar een baantje. Ze komen daar Tom en Steve tegen die allebei ook proberen bij te klussen, elk op zijn eigen manier. Zoë klust bij in een restaurant aan de kust en Birgit heeft, zoals zo vaak, een rijke vriend aan de haak kunnen slaan. Al snel komt Birgit in de problemen en de rest gaat ze achterna.

## Hoofdpersonages
- Akke Impens
- Zoë Zonderland
- Carlo Stadeus
- Birgit Baukens
- Tom Derijcke
- Steve Mertens
- Jasmijn de Ridder

## Gastpersonages
- Gunther
- Piraten

## Trivia
- Joost en Stijn uit En daarmee basta! komen in dit album voor als toeristen op de dijk van Slankenberge.
- De kuststad Slankenberge verwijst naar de bestaande kuststad Blankenberge.
- Een van de piraten is verkleed als Piet Piraat.